# Stomp (Band)
Stomp ist eine Perkussion-Band. Sie wurde von Steve McNicholas und Luke Cresswell gegründet. Erstmals traten diese 1991 in Brighton in Großbritannien auf. Heute ist Stomp sehr erfolgreich und tritt in der ganzen Welt auf. Zudem besteht die Gruppe mitunter aus mehr als zehn Personen. Die Performance ist szenisch dem Umfeld einer Putzkolonne entlehnt. Geräusche werden dabei mit Hilfe verschiedener (Haushalts)-Gegenstände erzeugt, etwa mit Fässern (auch Mülltonnen), Stäben und im Prinzip allem, was sich im Sperrmüll befinden könnte oder was sich zur Erzeugung rhythmischer Geräusche eignet. Die Shows selbst sind sehr dynamisch und Geräusche werden auch durch Interaktion mehrerer Künstler untereinander erzeugt, zum Beispiel bei Kampfszenen. Stomp war der Begründer eines neuen Performance-Genres.

## Diskografie

### Alben
- 2003: Pulse – a Stomp Odyssey (nur Australien)

### Videoalben
- 1998: Stomp Out Loud
- 2006: Rhythms Of The World
- 2009: Stomp – live: Die komplette Show

## Filme
- 1995: Kehrmänner (Brooms) Oscarnominierter Kurzfilm

## Auszeichnungen
- 1994: Olivier Award: Kategorie Best Choreography[1]
- 2009: DVD Champion: Kategorie Musik[2]